# Калінінська лінія
Калінінська лінія (рос. Калининская линия) — восьма лінія Московського метрополітену.
Першу чергу «Марксистська» — «Новогіреєво» відкрито 30 грудня 1979 року.
Отримала свою назву за найменуванням тодішнього Калінінського району Москви.
На початок 2020-х до складу лінії входять 8 станцій, її довжина становить 16,3 км, середній час поїздки — 22 хвилини.
Дистанція «Третьяковська» — «Шосе Ентузіастів» — глибокого закладення, «Перово» — «Новокосино» — мілкого

Лінія сполучає із центром східні райони міста. На схемах позначається жовтим кольором та числом .
Середньодобовий пасажиропотік лінії 2011 року становив 337 тисяч осіб. У години пік середня завантаженість вагонів становить 6,5 осіб/м² — це другий показник у Московському метрополітені після Тагансько-Краснопресненської лінії.
На початок 2020-х Калінінська лінія не має безпересадкового сполучення з Солнцевською, яка на схемах відображається таким же жовтим кольором та числом. Проєкт з'єднання обох ліній в єдину Калінінсько-Солнцевську лінію існує не перше десятиліття, проте досі є далекою перспективою розвитку (з відкриттям не раніше 2030 року).

## Станції
|  | Назва станції    | Дата відкриття | Пере- садки                 | Глибина, м | Тип конструкції                           | Координати                                                          | Фото |
|  | ---------------- | -------------- | --------------------------- | ---------- | ----------------------------------------- | ------------------------------------------------------------------- | ---- |
|  | Третьяковська    | 25 січня 1986  | Новокузнецька Третьяковська | −46        | пілонна трисклепінна                      | 55°44′28″ пн. ш. 37°37′39″ сх. д. / 55.7412° пн. ш. 37.6274° сх. д. |      |
|  | Марксистська     | 30 грудня 1979 | Таганська                   | −60        | колонна глибокого закладення трисклепінна | 55°44′28″ пн. ш. 37°39′15″ сх. д. / 55.7411° пн. ш. 37.6543° сх. д. |      |
|  | Площа Ілліча     | 30 грудня 1979 | Римська                     | −46        | пілонна трисклепінна                      | 55°44′50″ пн. ш. 37°40′57″ сх. д. / 55.7472° пн. ш. 37.6824° сх. д. |      |
|  | Авіамоторна      | 30 грудня 1979 | Авіамоторна                 | −53        | колонна глибокого закладення трисклепінна | 55°45′09″ пн. ш. 37°43′09″ сх. д. / 55.7524° пн. ш. 37.7191° сх. д. |      |
|  | Шосе Ентузіастів | 30 грудня 1979 | Шосе Ентузіастів            | −53        | пілонна трисклепінна                      | 55°45′27″ пн. ш. 37°45′00″ сх. д. / 55.7576° пн. ш. 37.7500° сх. д. |      |
|  | Перово           | 30 грудня 1979 |                             | −9         | односклепінна мілкого закладення          | 55°45′04″ пн. ш. 37°47′12″ сх. д. / 55.7511° пн. ш. 37.7866° сх. д. |      |
|  | Новогіреєво      | 30 грудня 1979 |                             | −9         | колонна мілкого закладення трипрогінна    | 55°45′06″ пн. ш. 37°49′00″ сх. д. / 55.7517° пн. ш. 37.8166° сх. д. |      |
|  | Новокосино       | 30 серпня 2012 |                             | −9         | односклепінна мілкого закладення          | 55°44′42″ пн. ш. 37°51′50″ сх. д. / 55.7451° пн. ш. 37.8638° сх. д. |      |

## Депо і рухомий склад

### Депо, що обслуговують лінію
| Депо                | Період              |
| ------------------- | ------------------- |
| ТЧ-12 Новогіреєво   | 1979 — 1985, з 1989 |
| ТЧ-4 Червона Пресня | 1985 — 1989         |

У період 1985—1989 роки ТЧ-12 «Новогіреєвоо» використовувалося як оборотне депо для ТЧ-4 «Червона Пресня», яке обслуговувало лінію на той час.

### Кількість вагонів у потягах
| Кількість вагонів | Період      |
| ----------------- | ----------- |
| 6                 | 1979 — 1992 |
| 7                 | 1992 — 2009 |
| 8                 | з 2009      |

### Типи вагонів, що використовуються на лінії
| Типи вагонів                     | Період      |
| -------------------------------- | ----------- |
| 81-717/714                       | 1979 — 2013 |
| 81-717.5М/714.5М                 | 2009 — 2011 |
| 81-717.6/714.6, 81-717.6К/714.6К | 2009 — 2011 |
| 81-760/761 «Ока»                 | з 2012      |